# POLR2C
La subunidad RPB3 de la ARN polimerasa II (POLR2C) es una enzima codificada en humanos por el gen polr2C.
Esta proteína es la tercera subunidad más larga de la ARN polimerasa II, la polimerasa responsable de la síntesis del ARNm en eucariotas. POLR2C presenta una región rica en cisteínas y existe en forma de heterodímero con otra subunidad de la polimerasa, POLR2J. Estas dos subunidades forman una unidad de ensamblaje de la polimerasa. Se ha descrito un pseudogén de polr2C en el cromosoma 21.

## Interacciones
La proteína POLR2C ha demostrado ser capaz de interaccionar con:
- TAF15[3]
- POLR2F[4]
- POLR2G[4]
- POLR2H[4]
- POLR2J[4][5]
- POLR2K[4]
- POLR2L[4]
- ATF4[6]
- CCHCR1[7]
- POLR2A[4]
- POLR2B[4]
- POLR2E[4]
- Miogenina[5]